# Liste der Baudenkmale in Dünsen
In der Liste der Baudenkmale in Dünsen sind die Baudenkmale der niedersächsischen Gemeinde Dünsen und ihrer Ortsteile aufgelistet. Der Stand der Liste ist der 15. Juni 2022. Die Quelle der Baudenkmale ist der Denkmalatlas Niedersachsen.

## Allgemein
In den Spalten befinden sich folgende Informationen:
- Lage: die Adresse des Baudenkmales und die geographischen Koordinaten. Kartenansicht, um Koordinaten zu setzen. In der Kartenansicht sind Baudenkmale ohne Koordinaten mit einem roten Marker dargestellt und können in der Karte gesetzt werden. Baudenkmale ohne Bild sind mit einem blauen Marker gekennzeichnet, Baudenkmale mit Bild mit einem grünen Marker.
- Bezeichnung: Bezeichnung des Baudenkmales
- Beschreibung: die Beschreibung des Baudenkmales. Unter § 3 Abs. 2 NDSchG werden Einzeldenkmale und unter § 3 Abs. 3 NDSchG Gruppen baulicher Anlagen und deren Bestandteile ausgewiesen.
- ID: die Objekt-ID des Baudenkmales
- Bild: ein Bild des Baudenkmales, ggf. zusätzlich mit einem Link zu weiteren Fotos des Baudenkmals im Medienarchiv Wikimedia Commons. Wenn man auf das Kamerasymbol klickt, können Fotos zu Baudenkmalen aus dieser Liste hochgeladen werden:

## Dünsen

### Gruppe: Hofanlage Meyerholz
Baudenkmal (Gruppe):

| Lage                                    | Bezeichnung         | Beschreibung                              | ID       | Bild |
| --------------------------------------- | ------------------- | ----------------------------------------- | -------- | ---- |
| Dorfstraße 6 52° 54′ 33″ N, 8° 38′ 5″ O | Hofanlage Meyerholz | Hofanlage aus dem 18. und 19. Jahrhundert | 35950163 | BW   |

Baudenkmale (Einzeln):

| Lage                                   | Bezeichnung              | Beschreibung | ID       | Bild |
| -------------------------------------- | ------------------------ | --- | -------- | ---- |
| Meyerholz 2 52° 54′ 34″ N, 8° 38′ 5″ O | Wohn-/Wirtschaftsgebäude | Zweiständerhallenhaus von 1790 in Fachwerk mit Steinausfachungen und Krüppelwalmdach sowie mit Stallanbau mit eingebauter Futterküche | 35956445 | BW   |
| Meyerholz 2 52° 54′ 34″ N, 8° 38′ 3″ O | Speicher                 | 2-gesch. Speicher von 1753 in Fachwerk mit Steinausfachungen und Satteldach                                                           | 35956472 | BW   |
| Meyerholz 2 52° 54′ 35″ N, 8° 38′ 6″ O | Backhaus                 | Backhaus von um 1800 in Fachwerk mit Steinausfachungen, Satteldach und verbohltem Giebel                                              | 41845887 | BW   |
| Meyerholz 2 52° 54′ 33″ N, 8° 38′ 7″ O | Remise                   | Remise aus der 1. Hälfte des 19. Jh. in Fachwerk mit Steinausfachungen und Krüppelwalmdach                                            | 35956526 | BW   |
| Meyerholz 2 52° 54′ 32″ N, 8° 38′ 5″ O | Scheune                  | Scheune aus der 1. Hälfte des 19. Jh. in Fachwerk mit Steinausfachungen, Feldsteinsockel, Satteldach, verbohlten Giebeln              | 35956550 | BW   |

### Baudenkmale (Einzeln)
| Lage                                        | Bezeichnung              | Beschreibung | ID       | Bild |
| ------------------------------------------- | ------------------------ | --- | -------- | ---- |
| Dorfstraße 9 52° 55′ 16″ N, 8° 38′ 0″ O     | Wohn-/Wirtschaftsgebäude | Wohn- und Wirtschaftsgebäude Dorfstraße 9, giebelständiges massives und verklinkertes Wohn- und Wirtschaftsgebäude von 1922 im Heimatstil mit langgestrecktem Stalltrakt und dem rückseitigen quergestellten Wohntrakt | 35956420 | BW   |
| Vor der Linde 4 52° 55′ 41″ N, 8° 37′ 40″ O | Wohnhaus                 | Wohnhaus Vor der Linde 4, fast unverändert erhaltenes Gebäude von um 1920 im Heimatstil | 39253388 | BW   |